# Šaanši Y-8
Šaanši Y-8 ali Junšudži-8 (kitajsko: 运-8); Yùn Bā) je kitajsko štirimotorno turbopropelersko vojaško transportno letalo. Zasnovan je na podlagi sovjetskega An-12, obe letali sta si po izgledu zelo podobni. Do leta 2010 so zgradili okrog 169 letal in je še vedno v proizvodnji za razliko od An-12.
V 1960ih je Kitajska kupila več sovjetskih An-12 in tudi dovoljenje za licenčno proizvodnjo. Vendar je kasneje prišlo do kitajsko-sovjetskega razdora in Sovjeti so umaknili vso pomoč. Kitajci so potem kopirali An-12 in tako je nastal Y-8.
Y-8 lahko prevaža okrog 20 ton tovora ali 96 opremljenih vojakov. Tovorni prostor je 13,5 metra dolg, 3 metre širok in 2,4 metra visok. 

## Specifikacije (Y-8 Transport)
Podatki iz Sinodefence.com
Splošne karakteristike
- Posadka: 2-5
- Število sedežev: ≈90 opremljenih vojakov
- Tovor: 20000 kg (44000 lb)
- Dolžina: 34,02m (111ft, 8in)
- Razpon kril: 38,0m (124ft  8in)
- Višina: 11,16m (36ft  8in)
- Površina kril: 121,9m² (1311,7ft²)
- Teža praznega letala: 35490kg (77237lb)
- Naložena teža: 61000 kg (134500lb)
- Uporaben tovor: 20000kg (44090lb)
- Maks. vzletna teža: 61000kg (134480lb)
- Pogon letala: 4 ×  turboprop Džudžou VoDžjang-6 (WJ-6), 3170kW (4250 KM)  vsak

 Zmogljivost 
- Maks. hitrost: 660km/h (357 vozlov,410 mph)
- Potovalna hitrost: 550km/h (300 vozlov,342 mph)
- Doseg: 5615km (3030nm,3485 mi)
- Višina leta: 10400m,34000 ft ()
- Hitrost vzpenjanja: 10m/s,2000 ft/min ()

Oborožitev

Dva 23mm topa v repu (prvi modeli)